# Wijken en buurten in Zoetermeer
De Nederlandse gemeente Zoetermeer is voor statistische doeleinden onderverdeeld in wijken en buurten. De gemeente is verdeeld in de volgende statistische wijken:
- Wijk 00 Centrum (CBS-wijkcode:063700)
- Wijk 01 Meerzicht (CBS-wijkcode:063701)
- Wijk 02 Buytenwegh - De Leyens (CBS-wijkcode:063702)
- Wijk 03 Seghwaert (CBS-wijkcode:063703)
- Wijk 04 Noordhove (CBS-wijkcode:063704)
- Wijk 05 Rokkeveen (CBS-wijkcode:063705)
- Wijk 06 Oosterheem (CBS-wijkcode:063706)
- Wijk 08 Industriegebied (CBS-wijkcode:063708)
- Wijk 09 Buitengebied (CBS-wijkcode:063709)
- Wijk 10 Buytenpark (CBS-wijkcode:063710)

Een statistische wijk kan bestaan uit meerdere buurten. Onderstaande tabel geeft de buurtindeling met kentallen volgens het Centraal Bureau voor de Statistiek (2008):
| CBS-buurtcode | Buurtnaam              | Inwonertal | Opp. totaal (ha) | Opp. land (ha) | Ligging                |
| ------------- | ---------------------- | ---------- | ---------------- | -------------- | ---------------------- |
| BU06370001    | Dorp                   | 4540       | 105              | 102            | Locatie in de gemeente |
| BU06370002    | Stadscentrum           | 3490       | 54               | 52             | Locatie in de gemeente |
| BU06370003    | Palenstein             | 5910       | 89               | 88             | Locatie in de gemeente |
| BU06370004    | Driemanspolder         | 5730       | 104              | 104            | Locatie in de gemeente |
| BU06370100    | Meerzicht-West         | 9200       | 144              | 143            | Locatie in de gemeente |
| BU06370101    | Meerzicht-Oost         | 5790       | 88               | 87             | Locatie in de gemeente |
| BU06370200    | Buytenwegh             | 9910       | 132              | 129            | Locatie in de gemeente |
| BU06370201    | De Leyens              | 9940       | 172              | 160            | Locatie in de gemeente |
| BU06370300    | Seghwaert-Zuidwest     | 7490       | 93               | 92             | Locatie in de gemeente |
| BU06370301    | Seghwaert-Noordoost    | 9410       | 136              | 132            | Locatie in de gemeente |
| BU06370400    | Noordhove-West         | 3670       | 54               | 50             | Locatie in de gemeente |
| BU06370401    | Noordhove-Oost         | 5600       | 82               | 79             | Locatie in de gemeente |
| BU06370500    | Rokkeveen-West         | 8570       | 161              | 152            | Locatie in de gemeente |
| BU06370501    | Rokkeveen-Oost         | 13640      | 218              | 208            | Locatie in de gemeente |
| BU06370600    | Oosterheem-Zuidwest    | 1090       | 145              | 143            | Locatie in de gemeente |
| BU06370601    | Oosterheem-Noordoost   | 14390      | 219              | 215            | Locatie in de gemeente |
| BU06370800    | Rokkehage              | 250        | 78               | 78             | Locatie in de gemeente |
| BU06370801    | Lansinghage            | 390        | 147              | 141            | Locatie in de gemeente |
| BU06370802    | Zoeterhage             | 40         | 89               | 87             | Locatie in de gemeente |
| BU06370803    | Hoornerhage            | 150        | 42               | 41             | Locatie in de gemeente |
| BU06370902    | Balijbos               | 0          | 56               | 47             | Locatie in de gemeente |
| BU06370903    | Westerpark en omgeving | 50         | 281              | 258            | Locatie in de gemeente |
| BU06370904    | Buitengebied-West      | 140        | 379              | 363            | Locatie in de gemeente |
| BU06370905    | Meerpolder             | 80         | 376              | 361            | Locatie in de gemeente |
| BU06370906    | Scheidingszone         | 30         | 187              | 83             | Locatie in de gemeente |
| BU06370907    | Van Tuyllpark          | 10         | 76               | 62             | Locatie in de gemeente |